# 動力輔助轉向
動力輔助轉向（Power steering，港澳俗稱風油軚）系統是機動車輛中幫助駕駛者转向的系統，會在駕駛者轉動方向盘時補充需要的轉向力矩，使駕駛者操控方向盘或是轉彎比較容易。在轉向機構中，可以用液壓缸或电动机來提供能量，讓駕駛者在正常速度下可以用比較小的用力來轉動方向盘，當車輛停止或緩慢行進時，動力輔助轉向可以大幅的減少駕駛的出力。動力輔助轉向也可以作為方向盘上出力的回饋。
液壓型動力輔助轉向系統是透過致動器及和伺服機構結合的液壓缸來補充轉向力。這類系統在方向盘和使車輪轉彎的連桿上有直接的機構連接。因此若輔助轉向系統失效（無法補充轉向力），車輛仍然可以轉彎，但需要完全由駕駛者出力。
電子型動力輔助轉向系統中也有致動器（馬達），其輸出是由動力輔助轉向系統中的其他部份控制。
其他動力輔助轉向系統（例如大型的施工車輛）在方向盘和轉向連桿之間沒有機構連接，需要用電力才能驅動。這類沒有機構連接的系統，稱為線傳駕駛系統（drive by wire或steer by wire），類似飛機的線傳飛控系統（fly by wire）。此處的「線」是指輸送電源以及信號的電纜，不是控制機械的細鋼絲繩。
有些施工車輛會分為前後半部份，中間有堅固的鉸鏈連接。鉸鏈可以讓車的前半和後半有角度差，因此可以讓車輛轉向。相反的二個液壓缸會移動框架的一半，調整車前半和後半的角度差，讓車可以轉向。

## 歷史
第一個動力輔助轉向系統是在1876年裝設的，裝設的人姓Fitts，相關資料很少。下一個動力輔助轉向系統是在1903年裝在Columbia 5噸的卡車上，有獨立的馬達來補充駕駛者轉動前輪的轉向力
匹兹堡的居民Robert E. Twyford在其專利（U.S. Patent 646,477）中包括了機械動力輔助轉向，在1900年4月3日申請，用在第一個四輪傳動系統上。
Francis W. Davis是Pierce-Arrow汽車公司卡車部門的工程師，開始在思考如何讓轉向比較不費力，在1926年發明了第一個實用的動力輔助轉向系統，並且展示。Davis後來到通用汽车工作，重新改良液壓動力輔助轉向系統，但車廠認為太貴，無法生產，接下來Davis和汽車零件廠Bendix公司簽約。在第二次世界大战時，軍方需要讓重型車輛的操控比較不費力，因此英軍和美軍装甲车和坦克搶救車的動力輔助轉向系統需求大增。
克萊斯勒集團在1951年在Chrysler Imperial車款導入第一個商用車的動力輔助轉向系統，名稱為Hydraguide。克萊斯勒的系統中有部份是以Davis過期的專利為基礎。通用汽车在1952年的凯迪拉克導入了動力輔助轉向系統，用的是Davis將近二十年前的設計。
底特律的Charles F. Hammond在1958年向加拿大智慧財產局申請了幾個改良動力輔助轉向系統的專利。
大部份的新車都有動力輔助轉向，因為目前車輛的趨勢是前輪驅動、車體重量變重、輪胎較寬，這些都會增加轉向需要的力。較重的車輛若沒有動力輔助轉向，在低速時會很難操控。而較輕的車輛幾乎不需要動力輔助轉向系統。

## 液壓系統

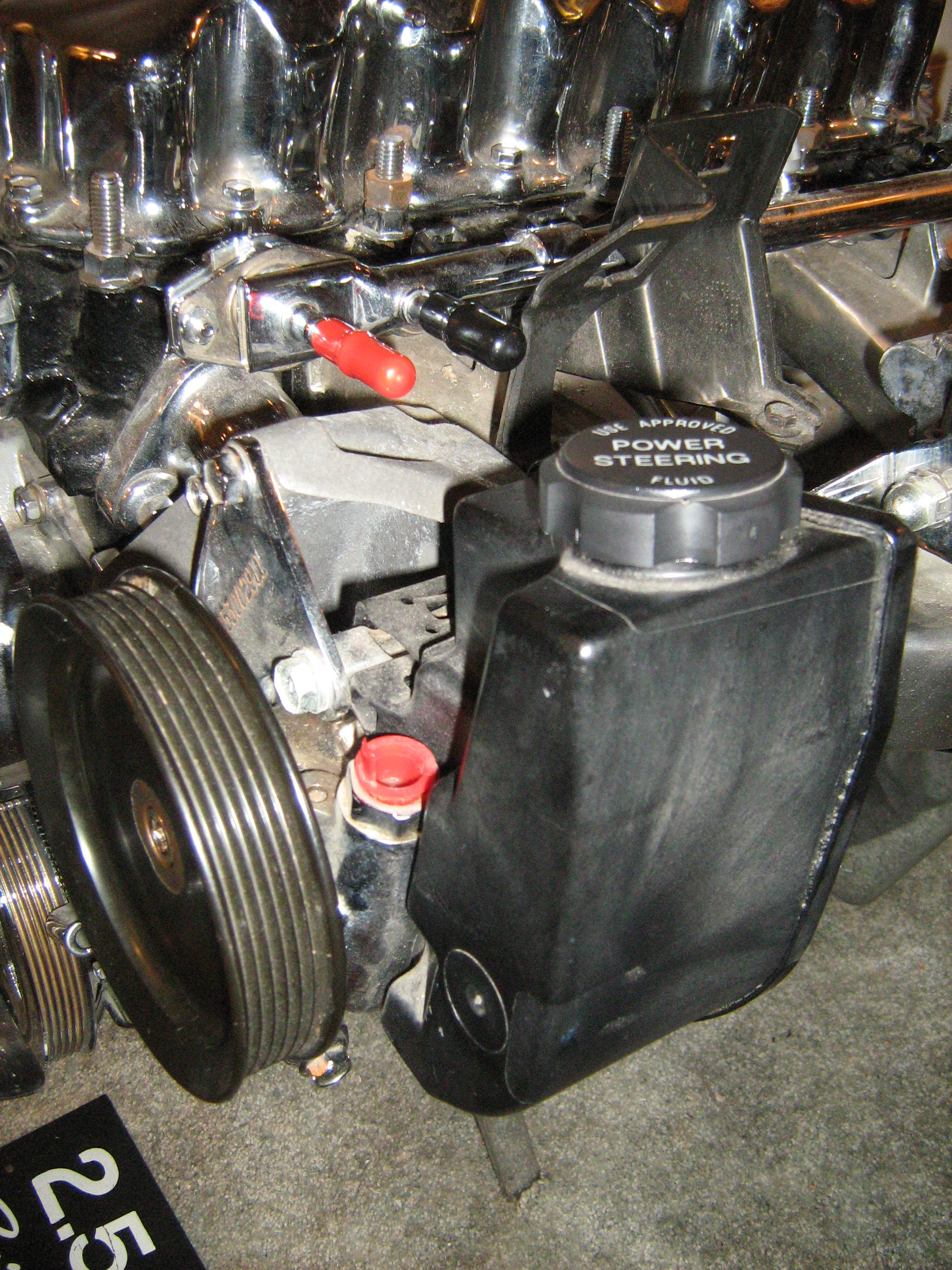
液壓動力輔助的液壓油儲液器和皮帶驅動的泵浦

液壓動力輔助轉向系統是由液压机械來放大從方向盤提供的力，輸出到車輛的驅動輪（多半是前輪）。液壓的壓力一般是來自引擎驅動的內齒輪油泵或旋片泵。會用雙動液壓缸提供力給轉向齒輪，再將車輛轉向。方向盤所控制的閥會調節液壓缸的流量。駕駛提供越多力矩給方向盤和方向盤柱，閥門會提供越多的液壓油給液壓缸，因此會有更大的力量供給車輪轉向。
為了要量測方向盤所提供的力矩，需要方向盤連接力矩感測器，有一種作法是用扭力桿，置於方向盤柱（steering column）的下方。方向盤轉動時，扭力桿的上方也會旋轉。因為扭力桿相對而言比較細，較容易形變，且其下方固定不會轉動。扭力桿會被扭轉，扭轉角度和所受的力矩成正比。依扭力桿上方相對兩點的位置差來控制液壓缸的流量閥。流量閥的流量決定液壓缸提供輔助轉向力矩的大小。扭轉的角度越大，輔助轉向力矩也就越大。
因為液壓泵浦是容積式（positive-displacement type）的，其提供的流率和引擎的速度成比正比。這意味著，引擎高速時的輔助轉向本身會比引擎低速時要快。但這不是動力輔助轉向系統需要的特性，因此在會有節流孔，也有流量閥，在引擎高速時將一些泵浦的輔出不經過液壓缸，直接回到泵浦。也會有卸壓閥，避免在液壓缸到達其行程末端時，所產生的過大壓力。
轉向助力器的設計原理是一旦助力器失效時，駕駛仍然可以將車輛轉向（但方向盤會較不容易轉動）。動力輔助轉向失效會顯著的影響車輛的操控性。車輛的手冊都會有檢查油量以及定期維修動力輔助轉向系統的步驟說明。
液壓系統的工作介質，也稱為液压液或液压油，是傳遞壓強的介面。常見的液压油是以矿物油為基礎的工作介質。
有些現代的系統也會有電控閥門，在車輛速度增加時減少液壓的壓力。這就是可變動力輔助轉向（variable-assist power steering）。例如法國雪鐵龍車廠的DIRAVI，就是速度感應式轉向系統中的創新。

## 電液系統
電動-液壓的動力輔助轉向系統（Electro-hydraulic power steering system）有時會簡稱為EHPS，也是用液壓系統來進行動力輔助轉向，只是提供液壓壓力的泵會直接用电动机驅動，而不是用連接引擎的皮帶輪來驅動。
福特汽車在1965年建立了實驗的Mercury Park Lane車隊，此車隊用wrist-twist instant steering取代傳統大型的方向盤，配合二個127 mm的環，15:1的快速傳動比，並且有電液泵以預防引擎熄火。
速霸陸汽車在1988年於Subaru XT6中配置了Cybrid自適應電液轉向，依車速改變助力的程度。
豐田汽車在1990年導入了第二代的豐田MR2，有電液式的動力輔助轉向。避免從引擎（MR2的引擎在駕駛後面）到轉向齒條的液壓管路系統。
福斯汽車在1994年生產了有電動泵浦的Golf Mk3 Ecomatic。這代表就算引擎因為車輛節能需求而被行車電腦關閉，動力輔助轉向機能仍然可以作用。在福特汽车、大众汽车、奥迪、標緻汽車、雪铁龙、西亚特、斯柯达汽车、鈴木、欧宝、寶馬迷你、丰田汽车、本田技研工业和马自达的一些車輛中會有電液動力輔助轉向系統。

## 電動系統

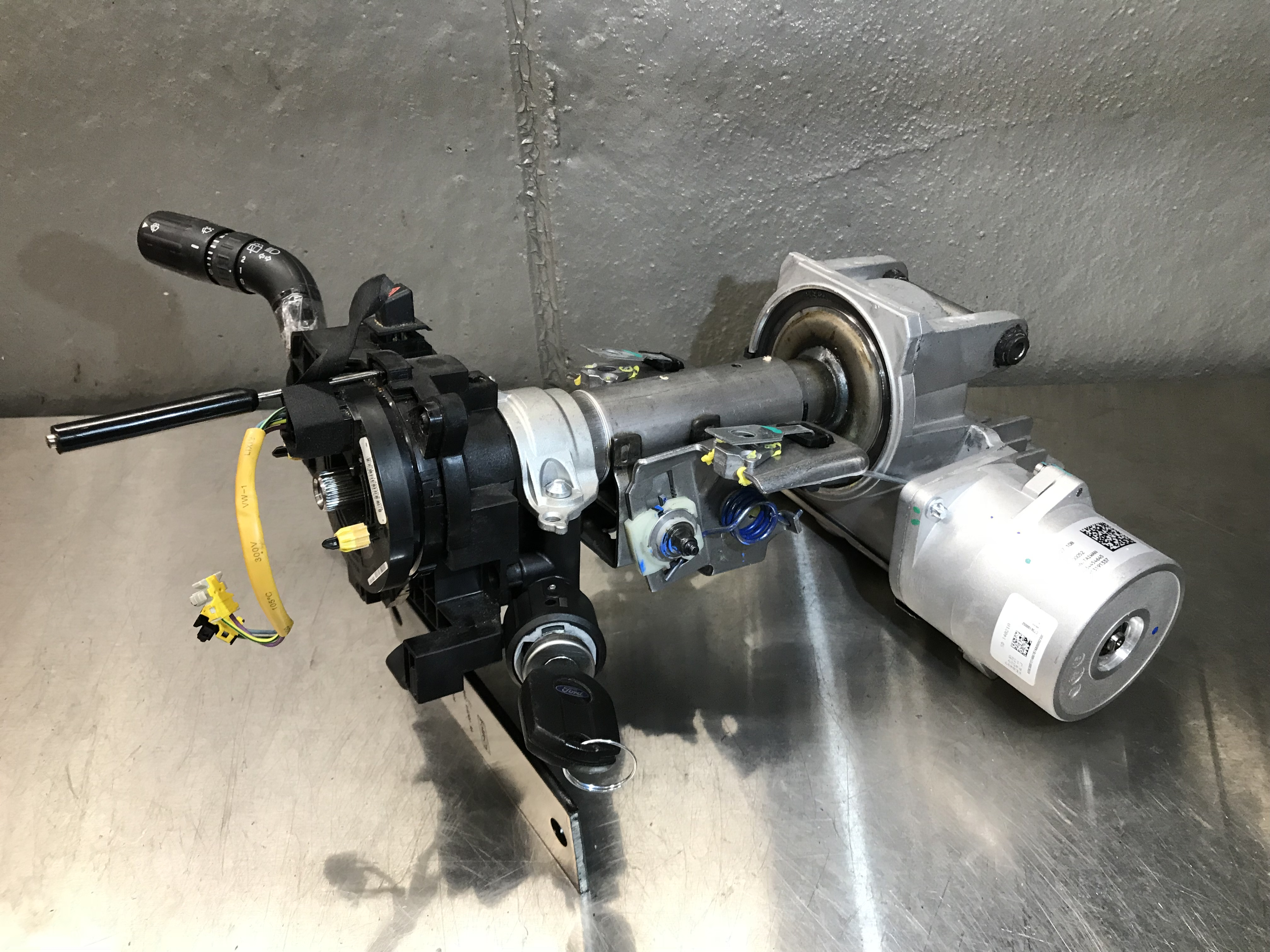
EPS模組以及部份拆卸的轉向柱

電動輔助轉向（Electric power steering）簡稱EPS，是用电动机來輔助駕駛需要的轉向力矩。其中有感測器感測轉向柱的位置和力矩，由電腦模組透過連接轉向柱或轉向齒輪的電動機提供需要的力矩。輔助的力矩依駕駛條件而不同。因此工程師可以依照不同速度、不同阻尼的懸吊系統，調整轉向和齒輪之間的響應，優化車輛的行駛、操控和轉向。在飛雅特集團的汽車中，輔助機能可用CITY鍵切換兩種不同的輔助曲線。其他大部份的電動輔助轉向也有可變的輔助力矩。在車輛低速時提供比較大的力矩，車輛高速時提供比較小的力矩。
在電動輔助轉向系統中，仍然保留了方向盤和轉向齒輪的機械連桿。若電動輔助轉向系統有出現零件失效，或是動力失效的情形，仍然有機械連桿裝置可以進行轉向。不過在EPS失效時，駕駛需要花較大的力氣來進行轉向。這類似液壓動力輔助轉向不作用時的情形。依駕駛狀況、駕駛者技術以及力量的不同，EPS失效不一定會導致車禍。但是會出現動力輔助轉向不作用時的轉向困難，還有輔助轉向齒輪以及全手動的轉向比選擇問題。美国国家公路交通安全管理局已協助汽車製造商，召回容易出問題的EPS系統進行更換。
電動輔助轉向系統在燃料效率上比較好，因為沒有需要持續運轉的皮帶液壓泵浦（不論是否需要輔助轉向動力，泵浦都需要運轉），這也是導入電動輔助轉向系統的原因。另一個主要的好處是省去了皮帶驅動的引擎配件、液壓泵浦以及轉向齒輪上的高壓液壓軟管。這也簡化了製造和保養的程序。在導入电子稳定程序後，電動輔助轉向系統可以立即調整輔助力矩的大小，讓駕駛可以進行預防式的操控。
NSK在1986年起，將電動輔助轉向用在實際使用的電動叉車中。在隨後的八年內，NSK的光洋精工（現在的 JTEKT）開發了專門針對迷你車的立柱系統，只在日本販售（例如鈴木汽車和三菱汽車）。不過後來該系統未被採用。在1990年代末期，本田NXS汽車首次在標準車中入沒有離合器，用齒條輔助的直接全控制系統（一開始只有自動的）。此後，一般車輛中驅動齒條的馬達從直流有刷馬達更換為直流無刷馬達，後者也變成主流。
第一個電動輔助轉向系統是在1988年出現在Suzuki Cervo上。之後此系統被許多的車廠使用，多半是用在小車上，以減少油耗以及製造成本。
本田S2000 V型車在2000年導入第一個電動的可變齒輪比轉向系統（variable gear ratio steering，VGS），雖然都是轉向系統有關電動的應用，但此系統是調整齒輪比，和電動輔助轉向系統不同。